# Farol da Ponta de São Jorge
O farol da Ponta de São Jorge é um farol português que se localiza na Ponta de São Jorge, ilha da Madeira, arquipélago da Madeira. A sua construção data de 1959.